# Янішево (Влоцлавський повіт)
Янішево (пол. Janiszewo) — село в Польщі, у гміні Любранець Влоцлавського повіту Куявсько-Поморського воєводства.
Населення — 110 осіб (2011).
У 1975-1998 роках село належало до Влоцлавського воєводства.

## Демографія
Демографічна структура станом на 31 березня 2011 року:
|          | Загалом | Допрацездатний вік | Працездатний вік | Постпрацездатний вік |
| -------- | ------- | ------------------ | ---------------- | -------------------- |
| Чоловіки | 58      | 15                 | 38               | 5                    |
| Жінки    | 52      | 7                  | 32               | 13                   |
| Разом    | 110     | 22                 | 70               | 18                   |